# Beata Moskal-Słaniewska
Beata Małgorzata Moskal-Słaniewska (ur. 15 marca 1966 w Złotowie) – polska działaczka samorządowa, dziennikarka i przedsiębiorca, od 2014 prezydent Świdnicy.

## Życiorys
Absolwentka Wydziału Dziennikarstwa i Nauk Politycznych Uniwersytetu Warszawskiego. Pracowała jako dziennikarka prasowa, była m.in. sekretarzem redakcji i redaktorem naczelnym „Wiadomości Świdnickich”. Kierowała również innymi lokalnymi czasopismami, zajęła się także prowadzeniem własnej działalności gospodarczej. Była członkinią Unii Wolności, w 2013 wstąpiła do Sojuszu Lewicy Demokratycznej (który w 2021 współtworzył Nową Lewicę).
W wyborach w 2010 z ramienia SLD uzyskała mandat radnej Świdnicy. W wyborach w 2014 ubiegała się o stanowisko prezydenta tego miasta, wygrywając w drugiej turze głosowania, w której pokonała dotychczas pełniącego tę funkcję Wojciecha Murdzka. W 2018 (startując z własnego komitetu, z poparciem SLD i Platformy Obywatelskiej) uzyskała reelekcję na kolejną kadencję w pierwszej turze głosowania. Objęła funkcję skarbnika w powołanym w 2020 ruchu Tak! Dla Polski; została wykluczona z tego ruchu w czerwcu 2023 za publiczne wsparcie marszałka województwa Cezarego Przybylskiego. W 2024 po raz trzeci została wybrana na urząd prezydenta Świdnicy, wygrywając w drugiej turze głosowania.
Podczas jej pierwszej kadencji miasto zostało wyróżnione w 2017 w konkursie „Budowniczy Polskiego Sportu” (za inwestycje sportowe). W ramach działalności samorządowej Beata Moskal-Słaniewska zaangażowała się w projekt „Sudety 2030”. Została również wybrana do zarządu Związku Miast Polskich.
W 2024 wystartowała z ramienia Lewicy w wyborach do Parlamentu Europejskiego z okręgu nr 12.

## Wyróżnienia
W 2017 wyróżniona „Perłą Samorządu”, przyznawaną przez redakcję „Dziennika Gazety Prawnej”. Zaliczona przez „Newsweek Polska” do 15 najlepszych prezydentów miast w Polsce w rankingu tego tygodnika (2021).